# Случайные встречи
Случайные встречи (англ. Random encounters) — особая механика, использующаяся во многих компьютерных ролевых играх, при которой сражения персонажей с монстрами начинаются случайным образом: игрок не видит врагов на экране и не может избежать столкновений с ними — враги нападают через случайное количество пройденных шагов в случайном составе и количестве.
Предпосылки к появлению такой системы появились ещё в начале 1970-х годов в настольных играх серии Dungeons & Dragons — случайные встречи контролировались так называемым мастером, который бросал кости, сверял выпавшее значение со специальной таблицей, и назначал соответствующее количество и состав монстров, с которыми предстоит сражаться. С появлением компьютерных игр эта система сразу же перекочевала туда и появилась уже в самых первых ролевых играх, таких, например, как Wizardry 1981 года выпуска. В середине 1980-х подобная практика стала обычным делом, разработчики использовали случайные встречи в таких популярных сериях игр как Final Fantasy, The Bard’s Tale, Dragon Quest.
Когда герои путешествуют по какой-либо враждебной территории, будь то лес или подземелье, всегда есть некая вероятность, задаваемая генератором псевдослучайных чисел, что на них нападут враги, и начнётся сражение. Если в других играх появившихся вдалеке противников ещё можно обойти, то здесь они не видны, и бои будут происходить обязательно. При всём при том, в некоторых играх подобного типа есть механизмы, позволяющие увеличить или уменьшить вероятность возникновения случайных встреч, а то и вовсе свести их на нет. Например, в игре Final Fantasy VIII есть способность, с которой персонажи могут сколь угодно долго бегать по карте мира, и на них не нападёт ни один монстр. Количество и состав возможных противников зависят от территории, на которой расположены персонажи, иногда от времени суток и погоды. К примеру, в Dragon Quest VIII: Journey of the Cursed King ночью враги нападают чаще и бо́льшим количеством, чем в дневное время, в Pokémon Gold и Silver некоторые виды покемонов можно найти только в определённое время суток, а в Pokémon Black и White только в определённое время года. Чаще всего случайные встречи ведут к сражениям, но не всегда. Бывает, попадаются дружественно настроенные персонажи, предлагающие игроку пройти какой-либо квест, лечащие героев или попросту убегающие прочь.
Пик популярности случайных встреч приходится на 1990-е годы, особенно заметно использование этой системы в японских ролевых играх этого периода. Среди наиболее ярких представителей игры серий Phantasy Star, Breath of Fire, Pokémon, Xenogears, Legend of Dragoon, Legend of Legaia и многие другие. Позже, с развитием технологий, разработчики всё чаще стали отказываться от этой системы в пользу видимых врагов. Например, Dragon Quest IX: Sentinels of the Starry Skies, в отличие от всех предыдущих частей серии, показывает монстров сразу, и игрок уже имеет возможность миновать их. Сейчас геймплей со случайными встречами считается устаревшим и в силу своих недостатков применяется крайне редко.